# Калида (Охајо)
Калида (енгл. Kalida) град је у америчкој савезној држави Охајо.

## Демографија
По попису из 2010. године број становника је 1.542, што је 511 (49,6%) становника више него 2000. године.
| Група             | 2000.         | 2010.         |
| Белци             | 1.019 (98,8%) | 1.515 (98,2%) |
| Афроамериканци    | 0 (0,0%)      | 3 (0,2%)      |
| Азијати           | 0 (0,0%)      | 0 (0,0%)      |
| Хиспаноамериканци | 8 (0,8%)      | 17 (1,1%)     |
| Укупно            | 1.031         | 1.542         |